# Nathalie Zand
Nathalie Zylberlast-Zand (1883 - 1942) là nhà thần kinh học Ba Lan. Bà là người Do Thái, qua đời trong nhà tù của Đức Quốc xã trong Chiến tranh thế giới thứ hai.

## Tiểu sử
Nathalie sinh ngày 28 tháng 3 năm 1883 (hoặc 27 tháng 3 năm 1884) tại Warszawa, Ba Lan, là con gái của David Zylberlast và Emilia (nhũ danh Batawia).
Năm 1899, bà tốt nghiệp Trường trung học nữ sinh ở Warszawa. Năm 1899 bà nhận tốt nghiệp y khoa của Đại học Genève với đề tài Un cas de leucémie myéloïde chez un enfant de neuf mois (Một trường hợp bệnh lơ xê mi cấp dòng tủy ở một bệnh nhi chín tháng tuổi) do Edouard Martin hướng dẫn. Cùng năm, bà đã vượt qua kỳ thi cấp nhà nước tại Đại học Quốc gia Kharkiv ở Ukraine.
Zand tiến hành nghiên cứu và là cộng tác viên thường xuyên cho các tạp chí y khoa của Pháp. Bà làm việc với Edward Flatau, người được coi là người sáng lập ra thần kinh học hiện đại. Bà làm việc tại Bệnh viện Do Thái ở khu phố Czyste tại Warszawa.
Chồng bà, Maksymilian Zand (1876–1932), là một nhà công nghiệp và nhà hoạt động xã hội chủ nghĩa.
Trong thời gian Đức Quốc xã chiếm đóng Warszawa, Ba Lan, trong Thế chiến thứ hai, bà bị ép phải sống trong khu Do thái Warszawa có tường bao quanh cùng với hàng trăm nghìn người Do Thái khác. Ở đó, bà tiếp tục hành nghề y. Vào đêm 23 rạng ngày 24 tháng 9 năm 1942, bà bị dẫn độ đến nhà tù Pawiak ở Warszawa. Có lẽ bà đã bị hành quyết tại đây và được coi là một trong nhiều y sĩ Do Thái tử vì đạo tại Ba Lan.

## Thành tựu khoa học
Trong nhiều năm, Zand đã làm việc với Flatau tại Bệnh viện Do Thái ở Warszawa và là trợ lý trong phòng thí nghiệm thần kinh học.
Trong suốt sự nghiệp của mình, Zand đã nghiên cứu về bệnh viêm não hôn mê, bó tháp, cầu não, đám rối mạch mạc của não thất và triệu chứng cứng gáy,... Bà thấy rằng viêm màng não ở bệnh nhân lao phủ tạng diễn tiến theo một con đường khác. Năm 1921, bà cùng với Flatau công bố nghiên cứu về ba dạng phản ứng màng não khi nhiễm bệnh lao.
Năm 1930, bà xuất bản cuốn sách Les plexus choroïdes: Anatomie, physiologie, pathologie. Sách bàn về giải phẫu, sinh lý học và bệnh học đám rối màng mạch trong não thất. Nhà giải phẫu thần kinh người Pháp gốc Thụy Sĩ Gustave Roussy đã viết lời tựa cho ấn bản tiếng Pháp.
Bà là người đầu tiên mô tả phản xạ mắt búp bê (Doll's eyes reflex/ oculocephalic reflex - OCR) trong bệnh Parkinson sau hôn mê vào năm 1930.

## Một số tác phẩm và bài báo nghiên cứu
Zand đã xuất bản sách và hơn 100 bài báo nghiên cứu với nhiều bút danh: Nathalie Zylberlast-Zand, Natalie Zylberlast-Zandowa và Nathalie Zand. Năm 1933, bà xuất bản cuốn tiểu thuyết Nowa Legenda (Huyền thoại mới) với bút danh Maria Quieta.
- Zylberlast-Zand, Natalie. Le réflexe oculo-palpébral chez les parkinsoniens postencéphalitiques. Rev. neurol 1 (1923): 102-106.
- Zylberlast N. Un cas de leucémie myéloïde chez un enfant de neuf mois. Genève: Ch. Zœllner, 1907
- Zylberlast N. On mental disorders in serous meningitis . Polish Neurology p. 284, 1911/1912
- Zylberlast-Zand N. Sur la modification de la pression du liquide céphalo-rachidien sous l'influence du changement de position du corps et de la tête . Revue Neurologique 28: 1217–1221, 1921
- Zylberlast-Zandowa. The influence of the position of the body and the head pressure of cerebrospinal fluid . Polish Medical Journal 1 (3), pp. 35–37, 1921
- Zylberlast-Zandowa N. Common meningitis (menigitis cerebrospinalis epidemica). Warsaw: Ars medica Publishing Company, 1925.
- Zand N. Hysteria from the stand of Freud's theory . Military Doctor 9 (2), pp. 118–127, 1927
- Zylberlast-Zand N. Les olives bulbaires dans les états pathologiques . Revue Neurologique 36: Pt 2, pp. 196–203, 1929
- Zandowa N. Wpływ roztworów hipo- i hipertonicznych na tkankę nerwową i przestrzenie okołonaczyniowe. Warszawskie Czasopismo Lekarskie nr 30, 31, 32, 1930
- Zand N. Le psychisme de l′hypothalamus . Revue Neurologique, 71, pp. 38–41, 1939